# Halicyclops antiguaensis
Halicyclops antiguaensis is een eenoogkreeftjessoort uit de familie van de Halicyclopidae. De wetenschappelijke naam van de soort is voor het eerst geldig gepubliceerd in 1983 door Herbst.